# Ziua ONU a limbii arabe

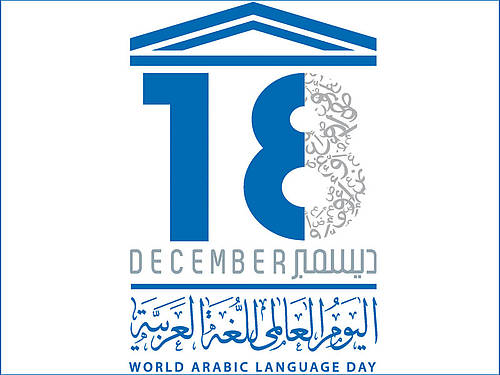
Ziua ONU a limbii arabe.

Ziua limbii arabe (în arabă اليوم العالمي للغة العربية) este sărbătorită, la ONU, în fiecare an pe data de 18 decembrie. 

## Semnificație
Inițiativa de a dedica o zi a anului fiecăreia dintre cele șase limbi oficiale ale ONU -Araba,chineza, engleza, franceza, spaniola și rusa - aparține Departamentul pentru informații publice al Secretariatului ONU, care a pus-o în practică începând cu anul 2010.
Data de 18 decembrie a fost aleasă pentru limba arabă deoarece este ziua când, în 1973, Adunarea Generală a ONU a adoptat araba ca limbă oficială a sa.

## Limba arabă în România
- Secția de limba arabă, Facultatea de Limbi și Literaturi Străine, Universitatea din București
- Ziua Internațională a Limbii Arabe sărbătorită la Universitatea din București
- Feodorov, Ioana, The Arab World, in the Romanian Culture
- 50 de ani de studii arabe la Universitatea din București